# Маунтин-Лейк (город, Миннесота)
Маунтин-Лейк (англ. Mountain Lake) — город в округе Коттонвуд, штат Миннесота, США. На площади 3,6 км² (3,5 км² — суша, 0,1 км² — вода), согласно переписи 2002 года, проживают 2082 человека. Плотность населения составляет 594,7 чел./км².
- Телефонный код города — 507
- Почтовый индекс — 56159
- FIPS-код города — 27-44566[1]
- GNIS-идентификатор — 0648194[2]